# Eliahu Inbal
Eliahu Inbal, né le 16 février 1936 à Jérusalem, est un chef d'orchestre israélien.

## Biographie
Inbal a étudié le violon à l'Israeli Academy of Music et pris des leçons de composition avec Paul Ben-Haim. Après avoir été remarqué par Leonard Bernstein, il obtient, sur sa recommandation, une bourse pour étudier la direction au Conservatoire national supérieur de Paris dans la classe de Louis Fourestier. Il poursuit sa formation auprès de Sergiu Celibidache puis de Franco Ferrara, à Hilversum (Pays-Bas).
Inbal dirige d'abord en Italie puis en Angleterre. De 1974 à 1990, il est le chef principal du l'Orchestre symphonique de la Radio de Francfort, orchestre avec lequel il réalise une intégrale des symphonies d'Anton Bruckner en utilisant la version primitive pour celles qui ont été révisées. Il obtient le Jahrespreis der deutschen Schallplatten-Kritik (prix des critiques de disques allemands) pour ces disques. Dans la foulée, il enregistre à la fin des années 1980 de nombreuses œuvres de Berlioz (publiées à l'origine par Denon), une intégrale des symphonies de Chostakovitch et une intégrale des symphonies de Mahler qui remporte un succès international.
De 1984 à 1989, il est le chef principal à La Fenice de Venise ; il en est nommé directeur musical en janvier 2007.
De 1995 à 2001, Inbal dirige l'orchestre symphonique de la RAI à Turin, notamment dans une série d'opéras.
En 2001, il est nommé à la tête du Berliner Sinfonie-Orchester, poste qu'il occupe jusqu'en 2006.
De 2009 à 2012, il dirige l'Orchestre philharmonique tchèque.